# Kolonia Biskupska
Kolonia Biskupska (dodatkowa nazwa w j. niem. Friedrichswille) – wieś w Polsce położona w województwie opolskim, w powiecie oleskim, w gminie Radłów.
W latach 1975–1998 miejscowość administracyjnie należała do województwa częstochowskiego.

## Nazwa
W alfabetycznym spisie miejscowości z terenu Śląska wydanym w 1830 roku we Wrocławiu przez Johanna Knie wieś występuje pod obecną, polską nazwą Kolonia Biskupska oraz nazwą niemiecką Friedrichswille.

## Historia
Została ona założona przez hrabiego Christiana Gottlieba von Jordana w 1774 roku i liczyła wtedy 20 domów. W 1783 roku liczba mieszkańców wynosiła 52 osoby. Byli to przeważnie osadnicy sprowadzeni na ten teren z głębi Niemiec. Pierwsza wzmianka o katolikach w Kolonii Biskupskiej pochodzi z 1786 roku, kiedy podano, że w tymże roku 22 osoby z tej wioski wypełniły obowiązek Komunii św. wielkanocnej. Osada ta otrzymała nazwę ,,Friedrichswille” ale także Colonie i Kolonia Biskupska. Dzieje Kolonii zawsze były ściśle związane z dziejami Biskupic, ponieważ mieli tego samego właściciela. W 1845 wioska liczyła 174 mieszkańców. W wiosce była karczma, szewc i 2 kołodziejów. Większość areału ziemi, który kiedyś należał do właściciela wioski, została nabyta przez osadników. Przeciętnie jedna rodzina osadnicza posiadała od 15 do 18 mórg pola. Areał tej ziemi był następujący: pola uprawnego-110, ogrodów i sadów-20, łąk-30, a inwentarz żywy wioski wynosił 130 wołów, 43 krowy i 31 sztuk młodego bydła. Podatek gruntowy dla wioski wynosił 16 talarów, a klasowy - 45. Około 1920 roku mieszkaniec wioski Tomasz Wilhelm, urodzony 10 maja 1896 roku otworzył tartak i cegielnię do wyrobu cegieł wapiennych. Przed drugą wojną światową pracowało tam około 120 osób. W czasie wojennym jedynie około 50 osób. Wilhelm miał też zamiar wybudować w Kolonii kaplicę. W 1947 roku Kolonia liczyła około 177 mieszkańców.

## Gospodarka
Posiada ona gospodarstwo agroturystyczne i pszczelarza. Kolonia Biskupska należy do parafii Biskupice.